# Leptomesochra attenuata
Leptomesochra attenuata är en kräftdjursart som först beskrevs av Nicholls 1939.  Leptomesochra attenuata ingår i släktet Leptomesochra och familjen Ameiridae. Inga underarter finns listade i Catalogue of Life.